# Alberto Maia
Alberto Maia é um bairro do município de Camaragibe, no estado de Pernambuco,  limitando-se entre os loteamentos de Santa Maria, Santa Terezinha, Santana e João Paulo II e o município de São Lourenço da Mata ao sul.O bairro é o mais populoso, com cerca de 3.589 mil habitantes e está apenas atrás do centro Bairro Novo com população de 21.951 mil habitantes.

## História
Os primeiros habitantes chegaram à região em 1970, foram contratados pelo proprietário na época. Na década de 1980, o bairro só tinha duas saídas, quer pela estrada estreita para o bairro de João Paulo II, ou pela linha ferroviária que corta o bairro, atualmente pertencente à Companhia Brasileira de Trens Urbanos (CBTU).

## Características
O Alberto Maia é considerado um bairro de alto padrão, formado principalmente por edifícios residenciais e alguns condomínios fechados residenciais.
Apesar de não ser um bairro nobre, o crescimento e excesso de verticalização tornou o bairro foco de críticas de moradores, arquitetos e urbanistas, sendo considerado um mal exemplo de planejamento urbano. Entre os problemas causados pela quantidade e proximidade de edifícios estão a perda de privacidade dos moradores, a formação de corredores de vento, e a saturação do trânsito nas vias do bairro.
Em setembro de 2012, o bairro contava com 101 prédios, com outros 21 em construção.

### Crimes
O bairro de Alberto Maia teve a maior taxa de homicídios de 2014 a 2015, com 50 assassinatos por cada 20.378 habitantes, sendo considerado o bairro mais violento de Camaragibe. O Loteamento de Santana e João Paulo II aparece em segundo lugar com uma taxa de 44 por 560 a 933 moradores.

### Transporte
O bairro tecnicamente é bem localizado, sendo, juntamente com os loteamentos Santa Maria, Santa Terezinha, João Paulo II e Santana os loteamentos da Região oeste.
O bairro é bem atendido pelo transporte público: na Avenida Belmiro Correia passam cerca de 20  linhas de ônibus, incluindo 12 linhas para São Lourenço da Mata, sendo o município o ponto de origem e destino de algumas linhas.

### Edifícios e Vistas
- Todos os condomínios e edifícios foram inaugurados em 2014 até 2015.
- Parque Verde Condomínio
- Residencial Viverde
- Residencial Engenho Camarás
- Residencial da Família II

## Galeria

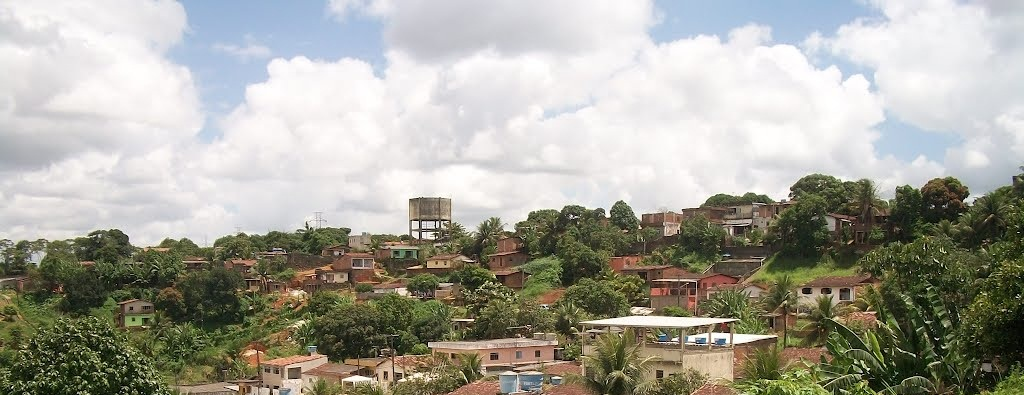
Vista da localização do loteamento Santa Terezinha em Alberto Maia
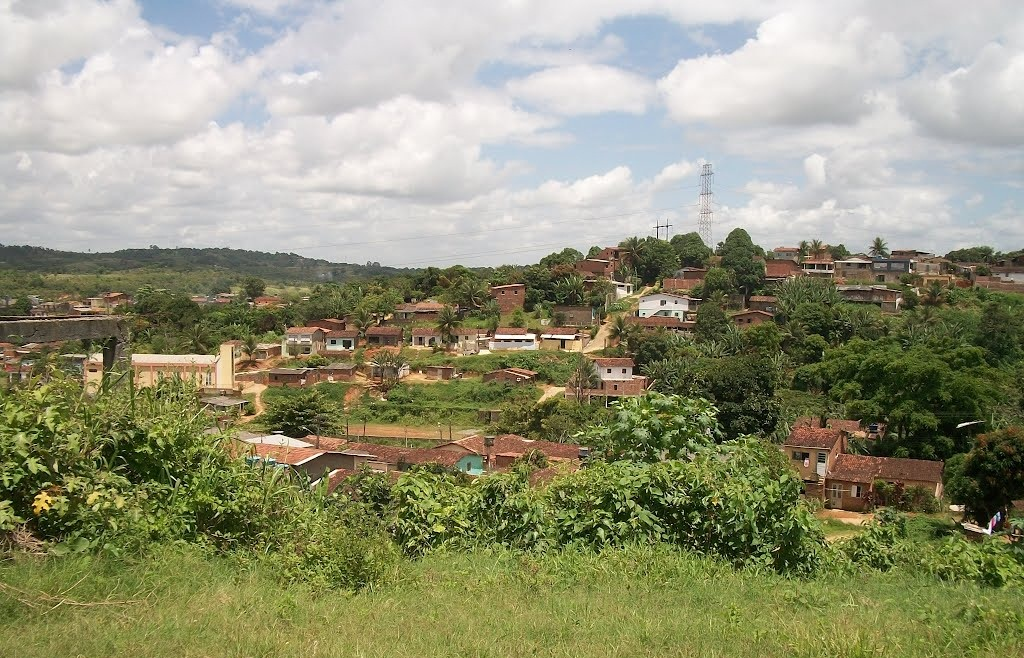
Vista da localização do loteamento Santa Terezinha em Alberto Maia

## Educação
O bairro tem duas escolas municipais que são a Escola Santa Maria e a Escola Municipal de Nossa Senhora do Carmo II, inaugurada em 2002. A educação do bairro em 2014 foi de 73% em 2015 o número caiu para 58% e não subiu por causa da crise política que o município de Camaragibe enfrenta hoje.